# St. Joe (Arkansas)
St. Joe és una població dels Estats Units a l'estat d'Arkansas. Segons el cens del 2000 tenia 85 habitants.

## Demografia
Segons el cens del 2000, St. Joe tenia 85 habitants, 41 habitatges, i 23 famílies. La densitat de població era de 43,2 habitants/km².
Dels 41 habitatges en un 24,4% hi vivien nens de menys de 18 anys, en un 39% hi vivien parelles casades, en un 14,6% dones solteres, i en un 41,5% no eren unitats familiars. En el 39% dels habitatges hi vivien persones soles el 12,2% de les quals corresponia a persones de 65 anys o més que vivien soles. El nombre mitjà de persones vivint en cada habitatge era de 2,07 i el nombre mitjà de persones que vivien en cada família era de 2,67.
Per edats la població es repartia de la següent manera: un 21,2% tenia menys de 18 anys, un 8,2% entre 18 i 24, un 27,1% entre 25 i 44, un 23,5% de 45 a 60 i un 20% 65 anys o més.
L'edat mediana era de 40 anys. Per cada 100 dones de 18 o més anys hi havia 97,1 homes.
La renda mediana per habitatge era de 20.000 $ i la renda mediana per família de 36.250 $. Els homes tenien una renda mediana de 20.000 $ mentre que les dones 15.625 $. La renda per capita de la població era de 12.238 $. Cap de les famílies i el 4,1% de la població estaven per davall del llindar de pobresa.

## Poblacions properes
El següent diagrama mostra les poblacions més properes.